# 陳弘毅
陳弘毅，GBS，JP（1957年12月3日—），香港法律學者，現任香港大學法律學院陳氏基金憲法學教授、全國人大常委會香港特別行政區基本法委員會委員。

## 簡歷
陳弘毅在1963年畢業於九龍塘學校（幼稚園部），早年就讀聖保羅男女中學，1980年畢業於香港大學法律系，取得法律学士学位（二級榮譽甲等），在1981年於香港大學完成法學專業證書課程。1982年，取得哈佛大學法學碩士學位（比較法學）。陳弘毅教授于1984取得香港律師資格，同年成為香港大學講師，並於1993年至1997年任香港大學法律系主任，于1996年至2002年任香港大學法律學院院長。
陳弘毅教授被中國人民大學，清華大學，北京大學，中山大學，澳門大學，復旦大學社會科學高等研究院授予 “榮譽教授”稱號。 陳教授同時為臺北中央研究院法律學研究所學術諮詢委員會委員。
陳弘毅教授自1997年起擔任全國人大常委會香港特別行政區基本法委員會委員。基本法委員會是根據《香港特別行政區基本法》而建立的憲法性機構，向全國人大常委會就《基本法》的解釋提供權威性建議。
陳弘毅教授于2002年至2008年期間擔任香港法律改革委員會委員，2008年至2009年期間擔任公務員離職就業檢討委員會委員，2005年至2012年期間擔任香港政府策略發展委員會委員。
2002年獲委任為太平紳士。 2010年獲頒授銀紫荊星章。 2021年獲頒授金紫荊星章。

## 社會任職
- 中國法學會理事
- 香港法學交流基金會高級顧問[9]

## 立場及言論

### 對雙普選的立場
對於香港政制發展，陳弘毅指提名委員會須保留四大界別組成方式，以保障佔工商界利益，又指特首普選「無可能」即時達到符合國際民主標準，「因為基本法規定的制度，未必係一個好完美的、合乎所有民主準則的制度」，坦言「我唔知所謂真普選點定義（我不知道所謂真普選怎樣定義）」。他認為泛民主派若2015年政改方案拉倒，很可能到2047年都不會有普選，「我哋有乜理由相信，五年後政府會提出一套更好的方案？」
2015年1月，陳弘毅提出「白票守尾門」方案，即最終如果有過半數白票，選舉將變成無效。他更具體地指出，到時可由提委會自行選出「臨時行政長官」，任期兩至三年，具體年期可以再商討。他又指「白票守尾門」方案不存在任何司法覆核問題，因即使中國選舉法亦會將白票計算在內。他指港人對政改意見分化，提出中間妥協方案是最務實做法。他認為「白票守尾門」方案比立法會否決政改好，除了給予落實普選機會，亦讓提委會提出爭取過半數市民支持的候選人，認為方案對仍抱觀望態度的市民尤其重要。同月政府展開2017年行政長官選舉方案第二輪諮詢後，陳弘毅指，否決政改方案是剝削全港選民的普選權，不符合民主原則。
他接受香港電台專訪時說，「袋住先」令合資格選民「袋一張選票」，在普選時表達意願，認同「有票比無票好」，建議政府可以以此游說市民支持。他認為政改獲立法會通過機會渺茫，唯一出路是泛民議員願意以開放態度聽取民意，認為如果大多數市民支持「袋住先」，泛民應支持政改。惟最後政改方案被議會大比數所否決，8票支持，28票反對。 投否決票的泛民議員亦較多屬於有民意基礎支持之直選議員。
對於廣深港高速鐵路香港段在西九龍站實施「一地兩檢」，其認為中央沒有為了實施一地兩檢而任意解釋或歪曲《基本法》，認為那是經過內地法律學者深入、認真和嚴肅的法律分析而得出的結論，他指嚴格來說一地兩檢安排不減損港人權利和自由，使用「三步走」實施一地兩檢是最符合基本法並只使用了最低限度的法律，並表示香港大律師公會「一地兩檢有違基本法第十八條」的聲明表示感慨及其說法過於極端。
2018年1月底，香港眾志周庭被確定立法會補選參選提名無效，陳弘毅指出其所屬黨政綱主張「民主自決」及「公投決定是否獨立」實質與主張獨立無甚分別，更以加泰羅尼亞公投是否脫離西班牙獨立作為例子。

### 逃犯條例爭議
2019年5月3日，陳弘毅撰文議論政府對「逃犯引渡條例」的修訂。
2019年6月19日，陳弘毅撰文稱林鄭月娥政府製造了「政治上的完美風暴」。

### 港區國安法是社會契約
2020年7月4日，陳弘毅接受香港電台節目《香港家書》的專訪時稱《港區國安法》的條文可以理解是中央政府為一國兩制的繼續實施提出新的「社會契約」，只要市民日後的言行不再跨越《港區國安法》條文設定的底線，便毋須動用法例進行檢控和判刑，一國兩制可以重新上路。惟陳弘毅對《港區國安法》的解讀於翌日遭到曾經是他的老師，紐約大學法學院資深教授、中國法律體制專家孔傑榮的駁斥。孔傑榮稱每個法律系教授都應知道契約要由雙方自願簽訂，縱使《基本法》起草過程中，各持份者談判的條件並不平等，但仍然經過漫長及多方參與。相比之下，《港區國安法》是秘密起草，條文極為含糊，不可能是契約，所以《港區國安法》是「無商量餘地的政治、社會勒令」（non-negotiable political and social diktat），這無異於告訴香港人，只要跟從中央意思便安然無恙，甚至得到快樂。孔傑榮認為香港人最終會失去自由，再無發聲權利。

## 家庭
陳弘毅父親為退休高級公務員陳達文，胞弟為建築師陳弘志。

## 著作
- 《香港法制與基本法》
- 《人權與法治》
- 《香港法律與香港政治》
- 《法理學的世界》
- 《香港法概論》[26]
- 《法治、人權與民主憲政的理想》